# Hans Jakob Strömberg
Hans Jakob Strömberg, född 22 februari 1821 i Strömstad, död 18 februari 1872, var en svensk arkitekt, stadsarkitekt i Göteborg åren 1860–1872, tecknare och målare.

## Biografi
Hans Jakob Strömberg var son till handlaren Hans Jacob Strömberg och Johanna Cavallius och från 1849 gift med Dorotea Fredrika Gransted och far till Julia Strömberg.
Strömberg började som student vid Lunds universitet 1839 och studerade därefter vid Teknologiska institutet i Stockholm och från 1845 för Carl Georg Brunius i Lund. Hans ritningar till Akademiska föreningens hus i Lund antogs 1848 och i denna byggnad kan man se de romanska influenserna som hans lärare Brunius var en sådan förespråkare av. Han ritade även den 1853 uppförda anatomiska institutionen i Lund, nuvarande Archaeologicum. I Skåne utformade han ritningarna för Charlottenlunds slott 1850 och Hanaskogs slott 1852–1854.
Han blev stadsarkitekt i Göteborg 1860 där hans mest uppmärksammade byggnad är Göteborgs första läroverk som kallas Gamla Latin. Han planlade också delar av Västra kyrkogården och vissa av dess byggnader samt utförde mindre restaureringar av domkyrkan och rådhuset.
Strömberg fick uppdraget att rita Kville kyrka, en av Sveriges största landsbygdskyrkor, vid invigningen med 1800 sittplatser. Kville kyrka stod klar i december 1864.
Hans förmåga som tecknare och målare är så gott som okänd. I bevarade skissböcker finns ett flertal teckningar av Lunds domkyrka och flera andra Skåne- och Västgötakyrkor. Han utförde även en serie med akvareller och teckningar från det dåtida Göteborg samt landskapsskildringar från Bohuslän där många motiv har ett stort kulturhistoriskt värde. Strömberg är representerad vid Göteborgs historiska museum. Han är begravd på Östra kyrkogården i Göteborg.

## Bilder av verk i urval

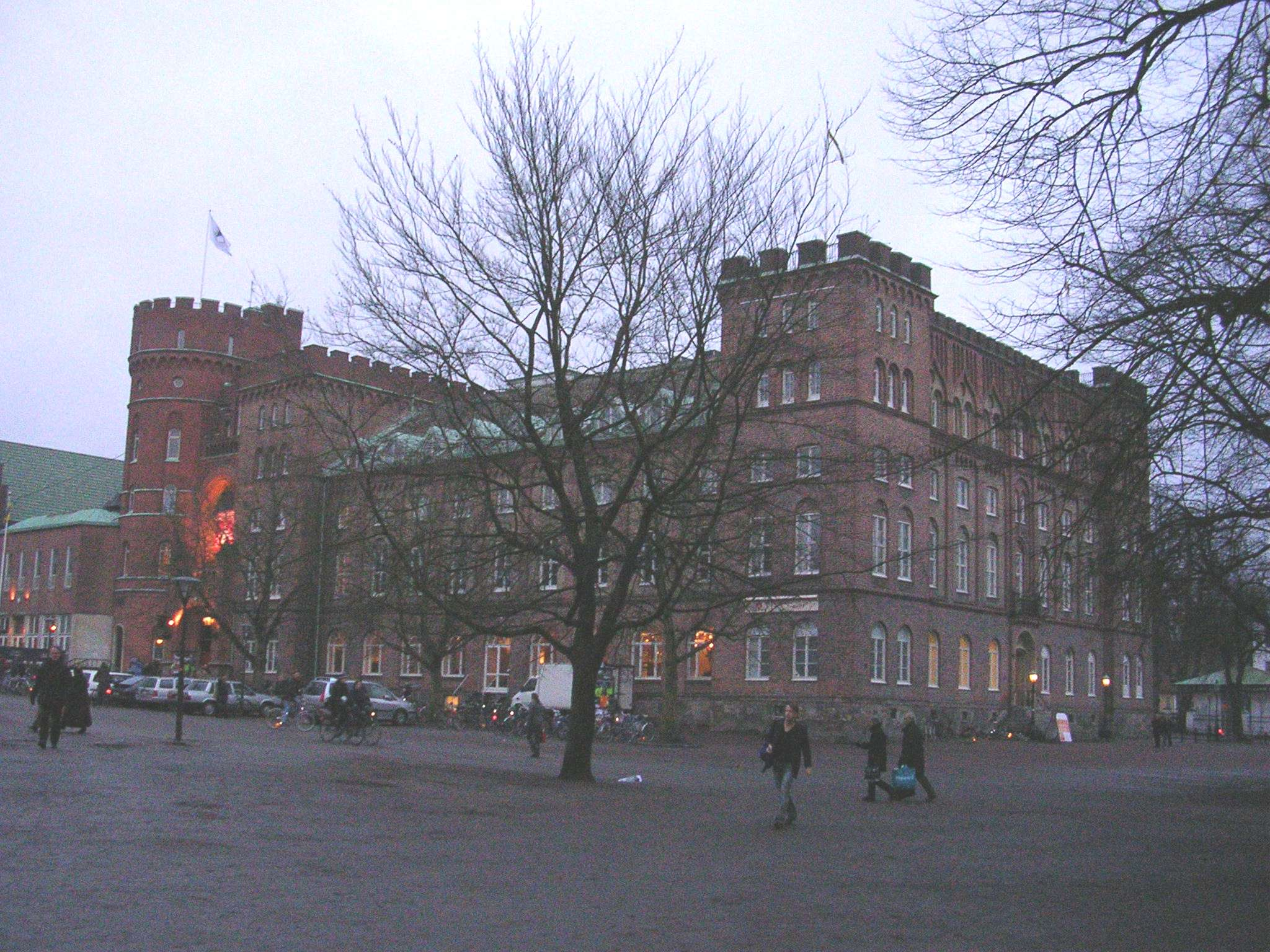
Akademiska föreningen, Lund
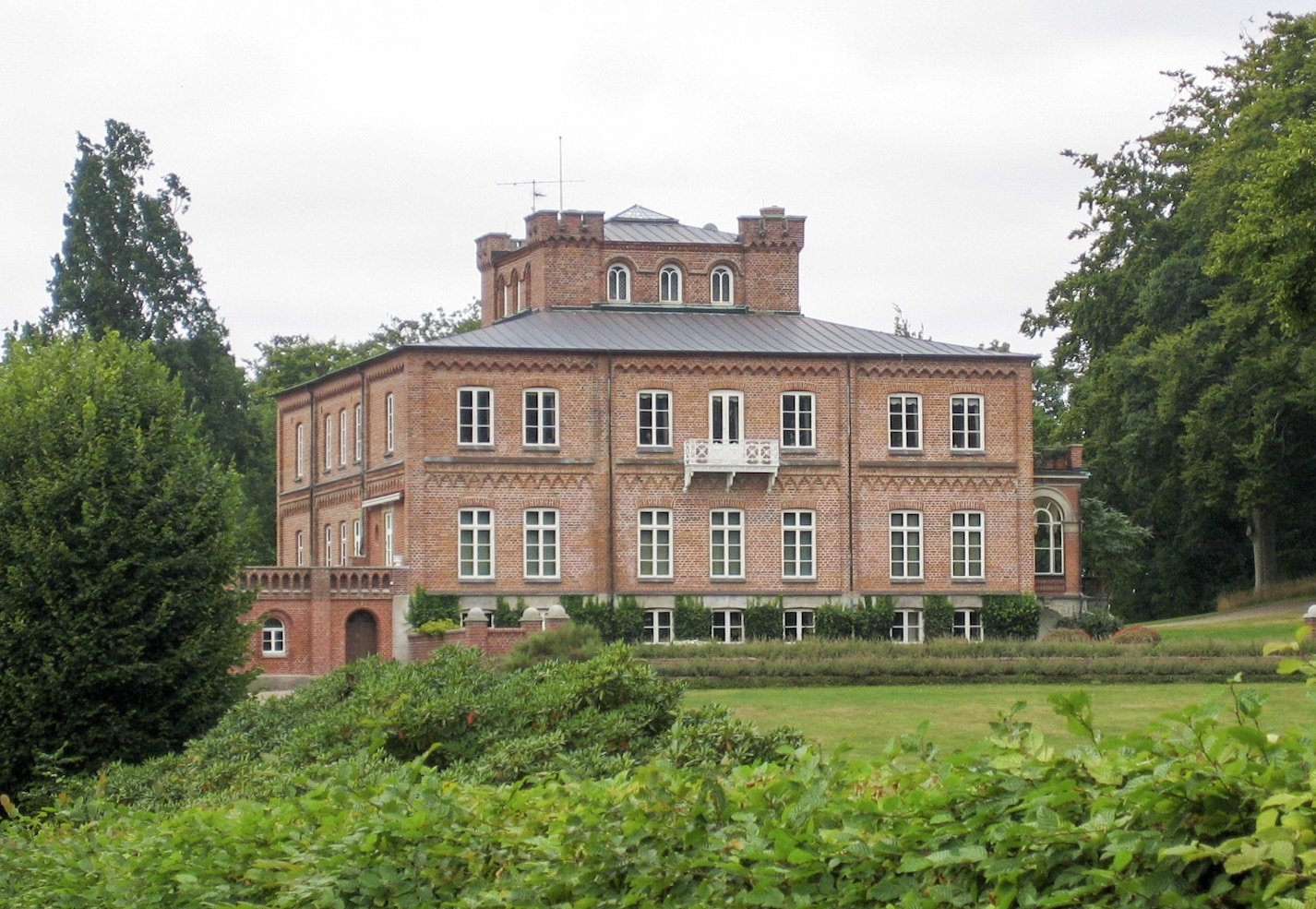
Charlottenlunds slott
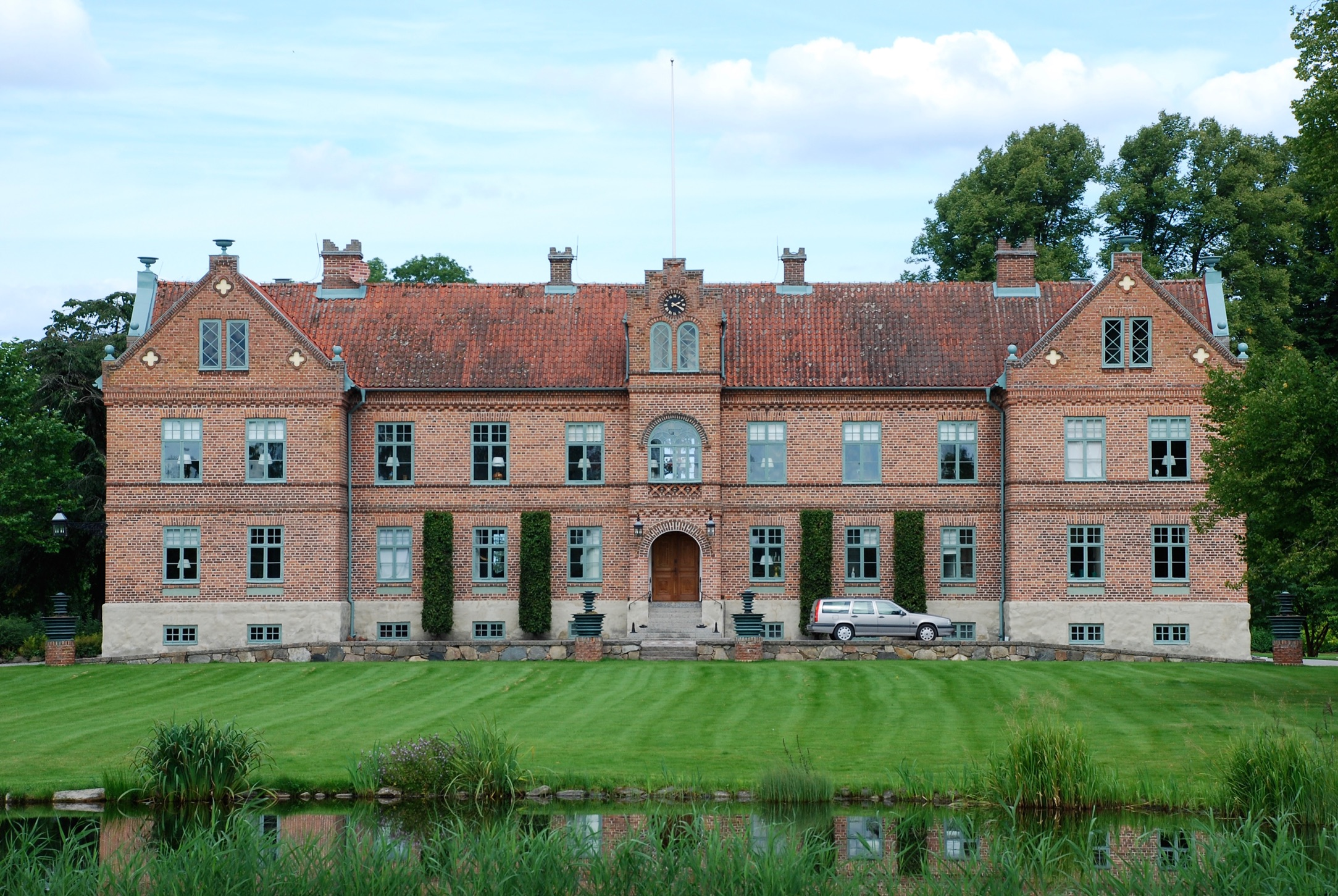
Hanaskogs slott
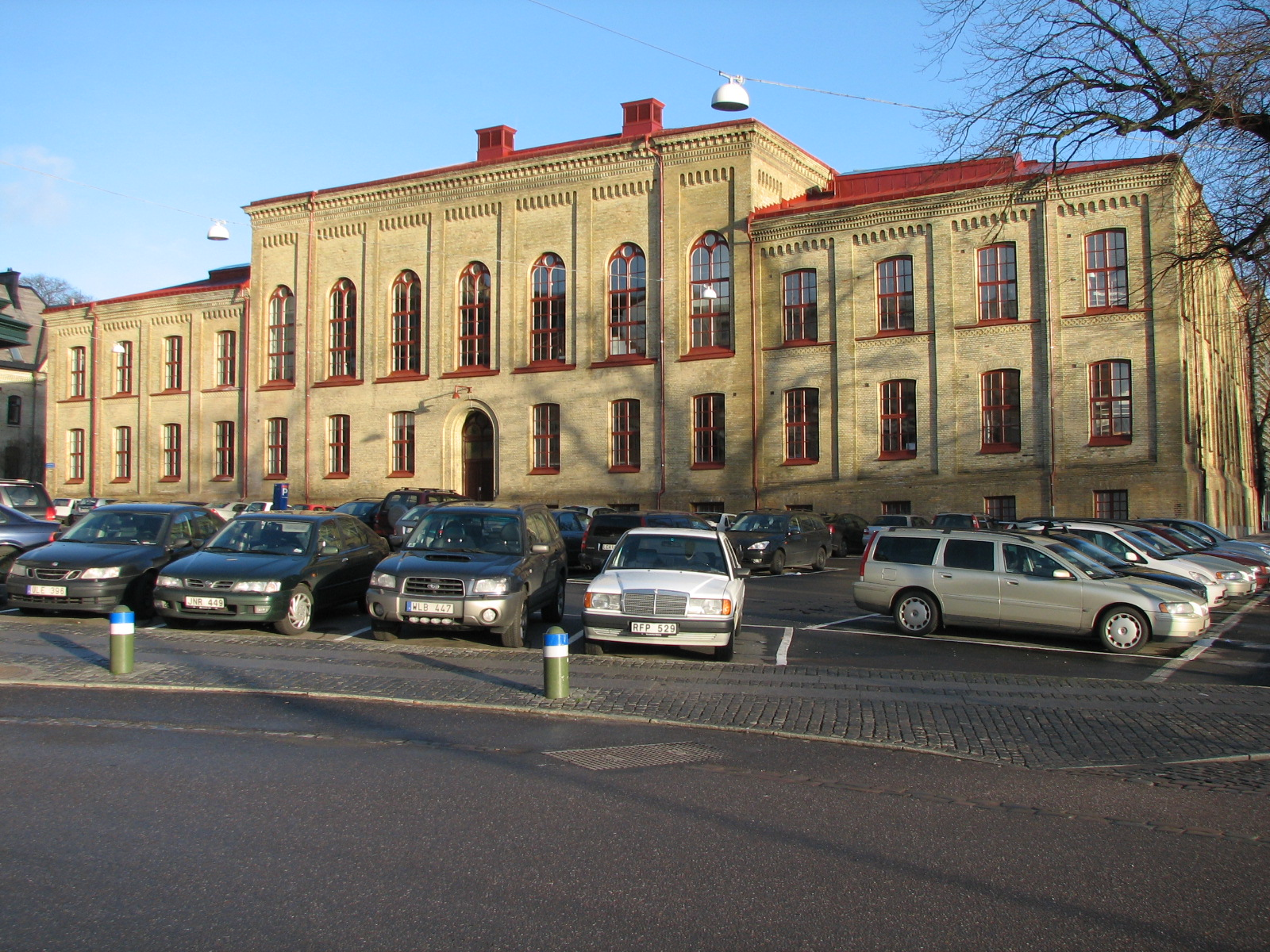
Läroverket Gamla Latin i Göteborg
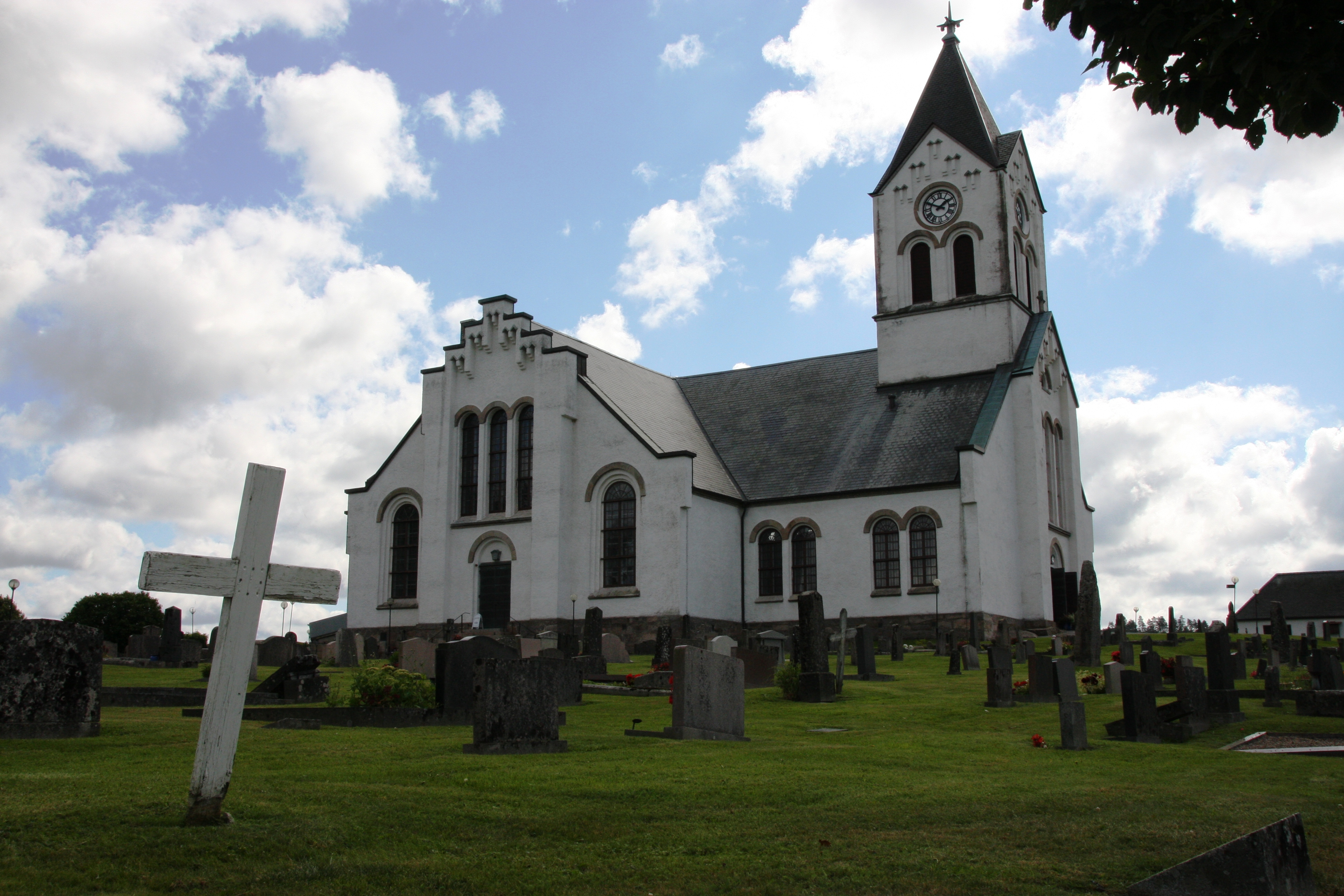
Kville kyrka